# Kressmann Taylor
Kathrine Kressmann Taylor (* 19. August 1903 in Portland, Oregon als Kathrine Kressmann; † 14. Juli 1996 im Hennepin County, Minnesota) war eine US-amerikanische Schriftstellerin. 

## Leben
Kressmann Taylor studierte an der University of Oregon und war nach ihrem Abschluss zunächst in San Francisco als Werbetexterin tätig. Sie heiratete 1928 und zog zehn Jahre später mit ihrem Mann († 1953) nach New York City. Nach dem Erscheinen ihres zweiten Buches lehrte Kressmann Taylor am Gettysburg College in Gettysburg, Pennsylvania. Nach ihrer Pensionierung 1966 zog sie nach Florenz, wo sie im November desselben Jahres die Überschwemmung des Arno miterlebte. Mit ihrem zweiten Ehemann († 1974) lebte Kressmann Taylor abwechselnd in Val de Pesa und in Minneapolis. Nachdem ihr bekanntestes Werk Adressat unbekannt Jahrzehnte nach der Erstveröffentlichung ein internationaler Erfolg geworden war, verbrachte sie ihr letztes Lebensjahr nach eigener Aussage glücklich damit, Autogrammkarten zu schreiben und Interviews zu geben. Die Mutter von drei Kindern verstarb im Juli 1996.

## Werk
Taylors bekanntestes Werk Adressat unbekannt (englisch: Address Unknown) erschien bereits 1938, wurde aber erst Jahrzehnte später in Europa bekannt. Taylor wählte ein Pseudonym, da ihr Verleger meinte, ein politischer Text einer Frau würde nicht ernst genommen. Das Buch beschreibt die Veränderungen, die der Aufstieg des Nationalsozialismus in Deutschland brachte. Es zeigt einen fiktiven Briefwechsel zwischen einem jüdischen, in San Francisco lebenden Kunsthändler und seinem nach Deutschland zurückgekehrten Freund und Geschäftspartner. Der Deutsche zeigt sich zunehmend begeistert vom Nationalsozialismus, schließlich beginnt sich die Beziehung der beiden in offene Feindschaft zu verwandeln. 
Zunächst 1938 in der US-Zeitschrift Story publiziert, sorgte Adressat unbekannt für eine breite öffentliche Diskussion. 1939 wurde die Geschichte als Buch veröffentlicht, erreichte eine Auflage von 50.000 Stück in den USA und wurde in Deutschland verboten. 1995, anlässlich der 50-jährigen Befreiung der Vernichtungslager, wurde das Buch im Story Press Books Verlag wieder aufgelegt; diese ist bis dato die letzte englischsprachige Ausgabe. Das Buch wurde ein internationaler Erfolg. Es wurde in 15 Sprachen übersetzt, allein in Frankreich wurden 600.000 Exemplare verkauft. 2001 erschien schließlich auch eine deutsche Version, die ebenfalls auf den Bestsellerlisten landete.
Taylor veröffentlichte 1942 ein weiteres Buch Day of No Return, das anhand der Geschichte des real existierenden Leopold Bernhard das Schicksal deutscher Christen im Widerstand gegen den Nationalsozialismus behandelt.

## Schriften
- Adressat unbekannt (1938)
- Bis zu jenem Tag (1942)
- Day of No Return (1942)